# Montañas de Air

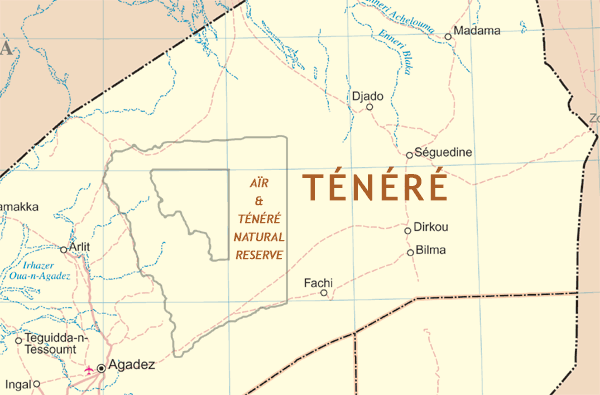
Mapa del sitio.

Las Montañas de Air, también conocidas por Macizo de Air, forman un macizo triangular, localizado en el norte del departamento de Agadez, distrito de Arlit, en Níger, en el desierto del Sahara. Parte de la ecorregión de monte xerófilo del Sahara occidental, se elevan a más de 1800 metros de altitud y se extienden más de 84000 km². Ubicadas en medio del desierto al norte del paralelo 17, el valle del Aïr plateau, con una altitud media entre 500 y 900 metros, forma una isla de clima saheliano que permite una amplia variedad de vida, una diversidad de comunidades pastorales y agrícolas, y llamativos lugares geológicos y arqueológicos. Existen notables emplazamientos arqueológicos en la región indicativos del pasado prehistórico de la región. El licaón (Lycaon pictus), que se encuentra en peligro de extinción, pobló esta región en el pasado, pero podría haber desaparecido de la zona como consecuencia de la sobrepoblación humana de la zona.

## Geología

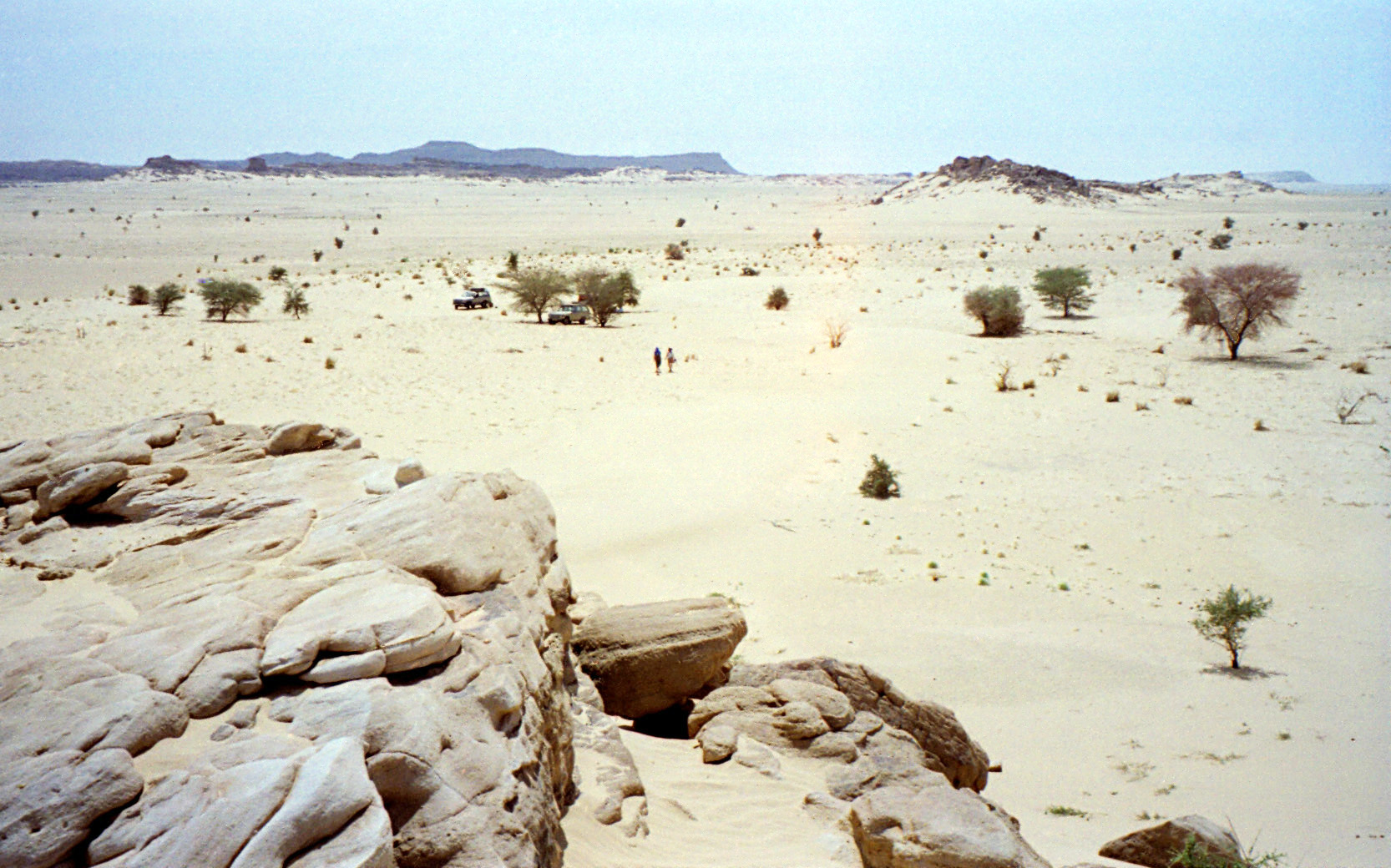
Desierto cerca de Agadez, con los montes Aïr en la distancia. Nótese los afloramientos volcánicos, comunes en el Aïr

Los montes precámbricos a cenozoicos  Aïr están formados por intrusiones peralcalinos de granito que parecen de color oscuro (algo inusual ya que la mayoría de las masas graníticas son de tono claro en el campo). En el desierto del Sáhara, estas montañas a menudo destacan en relieve como alturas topográficas en medio de tierras bajas cubiertas de arena. El terreno consiste en una alta meseta, cordilleras y amplios valles arenosos y ramblas estacionales que en su día contenían ríos. Las zonas de estos valles profundos, que a menudo se entrecruzan, también contienen depósitos de arcilla y limo acuíferos.  Los cursos de agua subterráneos de algunos de estos valles siguen proporcionando oasis durante todo el año y vegetación estacional.

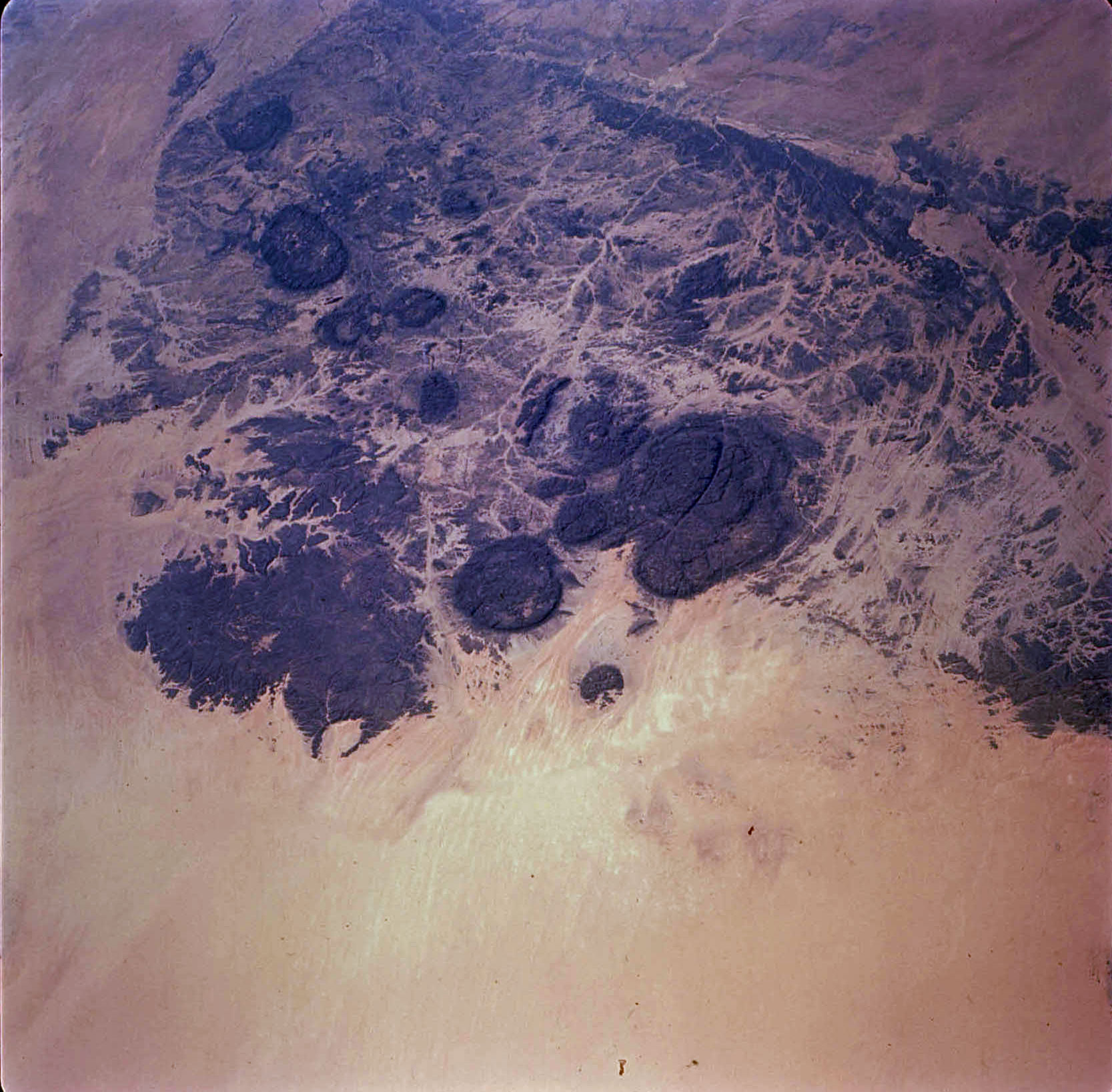
Macizos circulares de granito (zonas oscuras). Un cráter volcánico se puede ver en la parte inferior izquierda. Imagen de la NASA de aproximadamente 130 km de ancho

Las montañas del Aïr constan de nueve macizos casi circulares que se elevan desde una meseta rocosa, bordeada por las dunas y la llanura del Desierto del Ténéré al este. El macizo es una meseta formada por una superficie de erosión de edad subcámbrica sobre roca metamórfica precámbrica, jalonada por una serie de picos de intrusión granítica de cima plana, entre los que se encuentra el Monte Idoukal-n-Taghès. (el punto más alto de Níger con 2022 m), Mont Tamgak (1988 m), Monte Greboun (1944 m), Adrar Bous, Fadei, Chirriet, Taghmert, Agueraguer, Takaloukouzet y Goundai.
El macizo contiene rasgos volcánicos que incluyen la caldera extinta de Arakao, flujos de lava cenozoicos de composición hawaiita a traquita, cono volcánico, anillos de toba y uno de los mayores sistema de diques anulares del mundo. En Izouzaoenehe, se encuentran las mármol Montes Azules, y el bajo valle de Zagado está rodeado de colinas de mármol blanco. Las Carboníferas Las unidades de arenisca y carbón de la cuenca de Iullemmeden justo al oeste del macizo contienen mineralización de uranio procedente de los granitos del macizo.

Mapa topográfico de los Montes Aïr

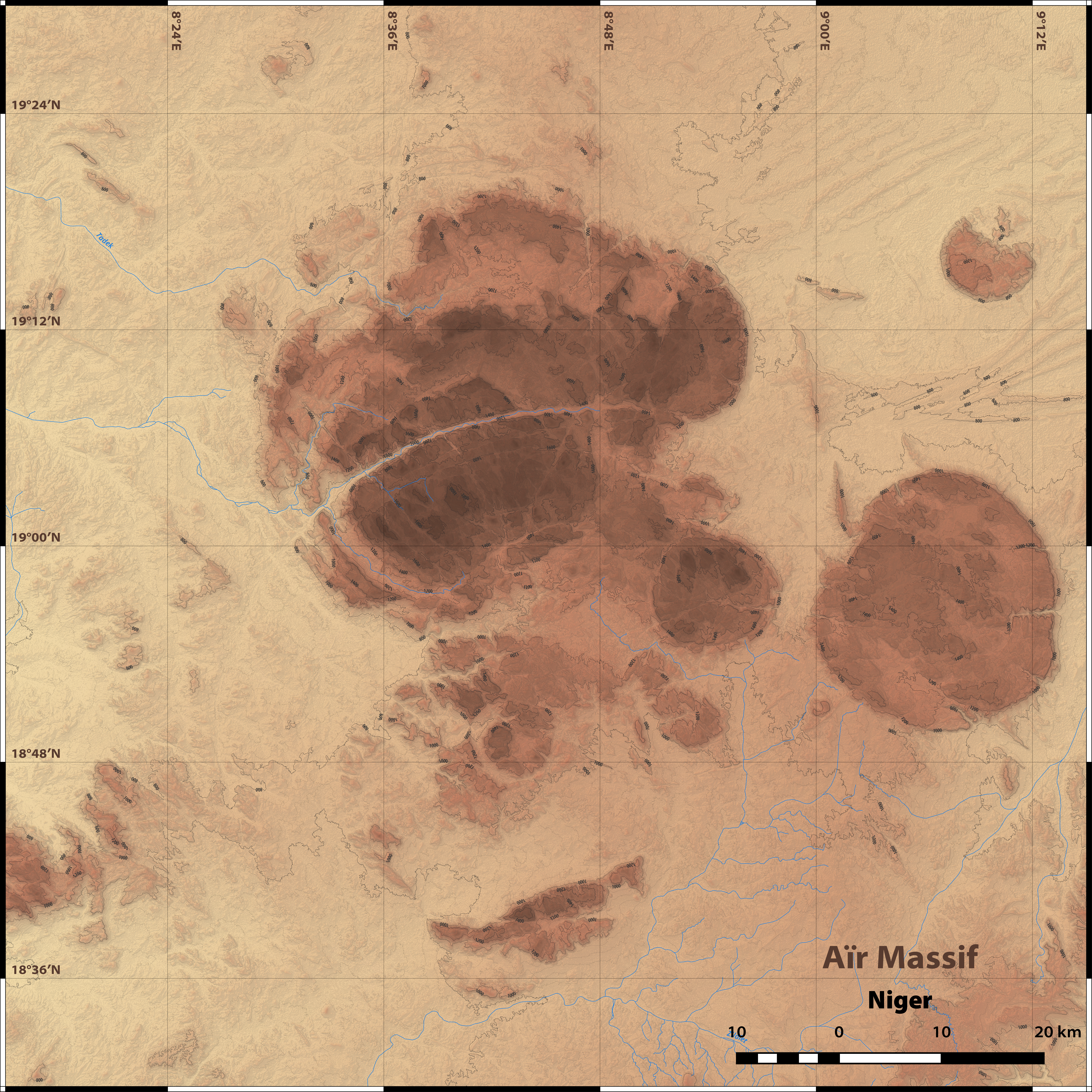
Mapa topográfico de la parte norte de los Montes Aïr

## Clima

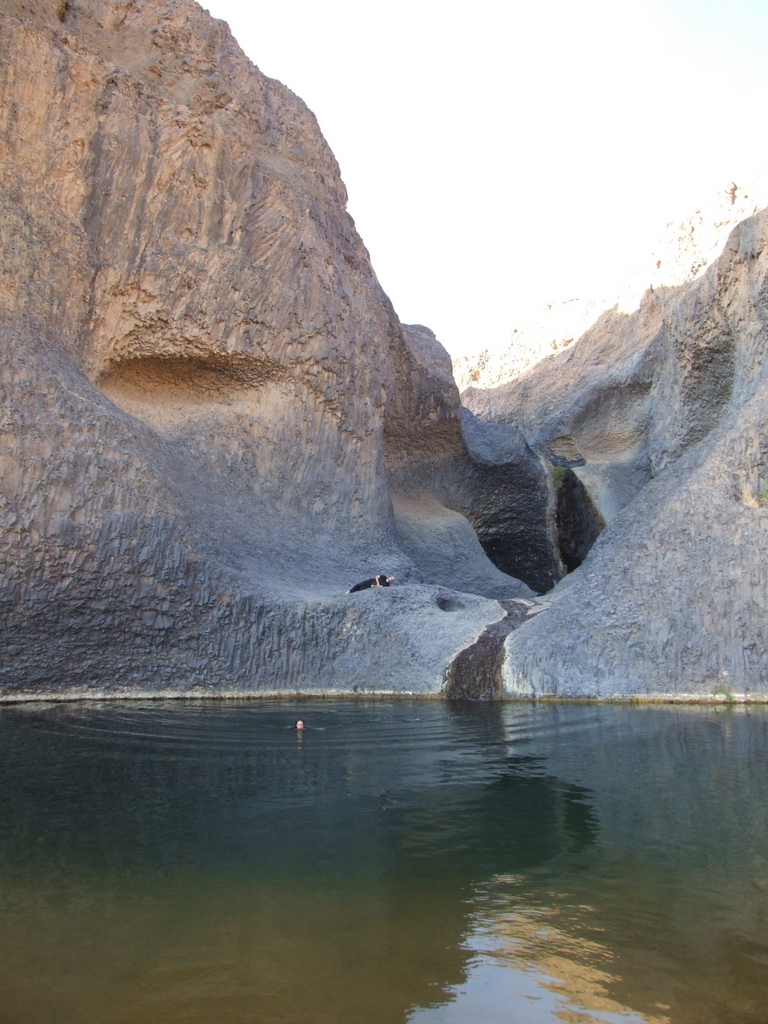
La Guelta cerca de la ciudad de Timia en el centro de Aïr proporciona agua durante todo el año en una región que, de otro modo, sería seca

Debido a su altitud (una media de entre 500 y 900 metros) y a pesar de su escasa pluviosidad (de 50 a 160 mm/año en la meseta inferior), el Aïr constituye una región verde en comparación con los desiertos circundantes, especialmente después de las lluvias estacionales de agosto-septiembre. El clima se clasifica como Sahel, al igual que el de las regiones situadas muy al sur.  Mientras que las montañas carecen en gran medida de vegetación, los valles secos de los ríos wadi (conocidos por el término Hausa "Kori) canalizan y retienen el agua de la lluvia en guelta (estanques de piedra, como el que hay cerca de la ciudad de Timia), creando oasis que proporcionan forraje para los animales y, en algunas zonas, para la agricultura.  La alta meseta de Bagzane, en el centro del Aïr, ofrece una pluviometría adecuada para la agricultura intensiva.  Otras vastas zonas de la región están totalmente desprovistas de vida vegetal y, con sus protuberancias volcánicas y campos de roca, presentan un aspecto de otro mundo.

## Vegetación
Hasta ahora se han registrado más de 430 especies vasculares en las montañas del Aïr. La ubicación del Aïr como prolongación meridional de la cordillera de Hoggar lo convierte en una conexión entre la flora sahariana y la saheliana. Sin embargo, la presencia de montañas de hasta 2000 m s.n.m. genera condiciones localmente favorables para varias especies de la zona sudanesa y de la zona mediterránea.
Durante el siglo XX una serie de misiones científicas en el Aïr ha permitido identificar la mayoría de las especies vegetales que se desarrollan en el Aïr. Vachellia tortilis, subsp. raddiana (afagag) y Balanites aegyptiaca (aborak) se encuentran entre las especies arbóreas más frecuentes en la zona intermontana. En las proximidades de los ríos temporales llamados koris, especies como Vachellia nilotica, Faidherbia albida y la palmera Hyphaene thebaica' coexisten con cultivares de palmera datilera (Phoenix dactylifera). Las fuertes sequías y la elevada aridez han hecho de la zona intermontañosa del Aïr un lugar especialmente duro para el desarrollo de las plantas. La presencia adicional de herbívoros domésticos ha provocado un grave déficit en la regeneración de los árboles, lo que se ha citado como una importante preocupación ecológica. Se ha observado que la regeneración de los árboles mejora en cuanto las plántulas de árboles están protegidas por grandes mechones de la frecuente hierba Panicum turgidum. Esta interacción positiva entre las plantas representa una prometedora herramienta de restauración que puede ser utilizada por los habitantes locales.
En comparación, las zonas montañosas están aún menos documentadas. En las tierras altas se han descrito especies arbóreas tropicales menos resistentes a la sequía, entre ellas las fabáceas Senegalia laeta y Vachellia seyal. Quezel ha observado la presencia remanente de un raro taxón endémico relacionado con el olivo en el sector norte de la cordillera del Aïr. Recientemente, este taxón, Olea europaea subsp. laperrinei, se ha encontrado en otras montañas del Aïr: estas poblaciones muy aisladas y pequeñas representan el límite sur de la distribución de la especie.
Un estudio dirigido en las laderas de la cumbre más alta del Aïr, el Monte Idoukal-n-Taghès (2022 m s.n.m.), identificó especies vegetales que nunca habían sido inventariadas en Níger. Entre ellas, Pachycymbium decaisneanum, Cleome aculeata, Echinops mildbraedii y Indigofera nummularia son especies tropicales con una resistencia relativamente baja al estrés hídrico, mientras que Silene lynesii, Tephrosia elegans, y Echinops mildbraedii tienen una distribución sahariana-mediterránea. Recientemente se han encontrado tres helechos por primera vez en el Aïr, Cheilanthes coriacea, Actiniopteris radiata, y Ophioglossum polyphyllum', lo que sugiere que los helechos pueden ser más propensos a desarrollarse en ambientes áridos de lo que se propone comúnmente. Todos estos datos evidencian una marcada especificidad climática de montaña en el Aïr, con un impacto positivo en la riqueza y diversidad de especies. Debido a su fuerte aislamiento geográfico dentro de una matriz sahariana, estas especies tienen un alto valor de conservación.

## Historia

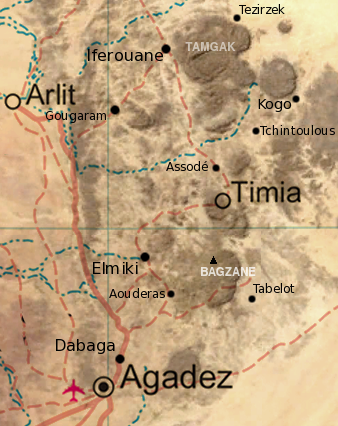
Mapa del sur de las montañas del Aïr

El Aïr es conocido por su arte rupestre, que data desde el año 6000 a. C. hasta el 1000 a. C. aproximadamente.  Durante el periodo húmedo africano, la región era una zona de pastoreo, como ilustran las imágenes de ganado y grandes mamíferos. Sin embargo, durante el tercer milenio a. C., comenzó un proceso de desertificación y los tuaregs, procedentes del norte, emigraron a la región. El arte posterior indicaba la guerra, representando caballos y carros.  En particular, las tallas de cinco metros de altura de las jirafas de Dabous descubiertas en 1999 son famosas a nivel internacional. El arte rupestre de la región es predominantemente talla en piedra, inicialmente con roca afilada, y a partir de alrededor de 1200 a. C. quizás con metal.
Cuando las tribus tuareg fueron empujadas hacia el sur por los invasores árabes en los siglos VIII y IX, había Gobirwa Hausa en el sur del Aïr.  Los sucesivos tuaregs Kel han controlado la zona al menos desde el siglo XII. Agadez, así como In-Gall al este, eran los puestos más alejados del Imperio Songhai a principios del siglo XV.  En el siglo XVI, la zona pasó a depender del recién creado Sultanato de Agadez, y permaneció así hasta la llegada del Francesa a finales del XIX.
La aparición de los franceses debilitó a los kels tuaregs y provocó tanto luchas internas como resistencia al colonialismo.  A partir de la década de 1880, las incursiones tuareg aumentaron, y cuando el tuareg Ag Mohammed Wau Teguidda Kaocen se levantó contra los franceses en 1917, muchas ciudades fueron destruidas en su camino hacia el asedio de Agadez.  Cuando los franceses retomaron Agadez, una brutal expedición punitiva por el Aïr dejó abandonados muchos lugares antes poblados, arrasados por Kaosen y los franceses sucesivamente.
Mientras que los Kel Owey siguieron dominando los pueblos asentados en los oasis y el pastoreo, los agricultores sedentarios (tuareg, hausa o songhai) ampliaron la agricultura y la ganadería sedentaria a mediados del siglo XX.
Las hambrunas de los años setenta y ochenta pusieron fin a esta expansión, y a medida que Agadez y Arlit crecían, las ciudades del Aïr se han reducido.  La primera rebelión tuareg de 1990-95 fue testigo de brutales represalias gubernamentales que despoblaron muchos pueblos del Aïr.  La paz a partir de mediados de la década de 1990, así como las minas de uranio de Arlit, trajeron un crecimiento sin precedentes a la región, y muchos pueblos pequeños obtuvieron valiosos ingresos por el turismo.  En 2004, una invasión de langostas asoló muchos huertos, provocando escasez y contribuyendo a la Segunda Rebelión Tuareg de 2007-2009. Los disturbios continúan en la región, acabando con la incipiente industria turística.

## Patrimonio de la Humanidad
El área fue declarada Patrimonio de la Humanidad por la Unesco en el año 1991, conjuntamente con el Teneré, formando parte de las Reservas naturales del Air y el Teneré, que abarcan una extensión de 7.736.000 ha. En 1992 fue incluida en la Lista del Patrimonio de la Humanidad en peligro.